# Javhen Hal'čuk
Jevhen Volodymyrovyč Hal'čuk (in ucraino Євген Володимирович Гальчук?; Kramators'k, 5 marzo 1992) è un calciatore ucraino, portiere svincolato.

## Carriera

### Club
Cresciuto nel settore giovanile dello Šachtar, dal 2009 al 2012 ha disputato 30 incontri con la terza squadra del club. Il 12 luglio 2012 è passato a titolo definitivo al Mariupol', con cui ha esordito in Prem"jer-liha in occasione dell'incontro perso 2-0 contro il Metalist del 26 luglio 2013.

### Nazionale
Ha giocato nelle nazionali giovanili ucraine Under-18, Under-19 ed Under-21.

## Palmarès
- Campionato ucraino di seconda divisione: 1

Mariupol': 2016-2017